# Gruae
Gruae es un clado de aves que contiene al orden Opisthocomiformes (hoacín) y a Gruimorphae y que fue propuesto en un estudio genómico del 2014 por Enrich Jarvis y colaboradores. Estudios previos habían situado al hoacín en diferentes lugares dentro del árbol filogenético de las aves, sin embargo, a pesar de su morfología "primitiva", los estudios genéticos demostraron que el hoacín es un ave derivada y que se ubica dentro de Neoaves.
|             | Opisthocomiformes (hoatzin)                                                                    |
|             |                                                                                                |
| Gruimorphae | \| \| Gruiformes (rails and cranes) \| \| \| \| \| \| Charadriiformes (shorebirds) \| \| \| \| |
|             | \| \| Gruiformes (rails and cranes) \| \| \| \| \| \| Charadriiformes (shorebirds) \| \| \| \| |
|             | Gruiformes (rails and cranes)                                                                  |
|             |                                                                                                |
|             | Charadriiformes (shorebirds)                                                                   |
|             |                                                                                                |

|  | Gruiformes (rails and cranes) |
|  |                               |
|  | Charadriiformes (shorebirds)  |
|  |                               |

De acuerdo a un estudio de Alexander Suh y colaboradores del 2016, uno de los problemas con las conclusiones sobre este clado es que estudios indeedientes encontraron relaciones filogenéticas diferentes respecto al lugar que ocupa el hoacín dentro de Neoaves. Un estudio de Josefin Stiller y colaboradores del 2024 le dio respaldo a este grupo.